# Bundesstraße 248a
Pour les articles homonymes, voir Route 248.
La Bundesstraße 248a est une Bundesstraße du Land de Basse-Saxe.

## Géographie
La Bundesstraße 248a passe exclusivement dans le territoire de la ville de Dannenberg et relie les Bundesstraße 248, 191 et 216 en tant que liaison transversale à environ 4 km à l'ouest du centre-ville.
Elle bifurque de la B 248 au sud-ouest du centre-ville dans le quartier de Schaafhausen et s'étend vers le nord dans le quartier de Prisser par la B 191 jusqu'à la limite sud du quartier de Streetz, où elle rencontre la B 216 au nord-ouest du centre-ville.

## Source
- (de) Cet article est partiellement ou en totalité issu de l’article de Wikipédia en allemand intitulé « Bundesstraße 248a » (voir la liste des auteurs).